# Sugihan (Winong)
Sugihan is een bestuurslaag in het regentschap Pati van de provincie Midden-Java, Indonesië. Sugihan telt 1575 inwoners (volkstelling 2010).